# ジェシカ・ラーコーツィ
ジェシカ・ラーコーツィ（Jessica Rakoczy、1977年4月14日 - ）は、カナダの女性プロボクサー、総合格闘家。オンタリオ州ハミルトン出身。元WBC女子世界ライト級王者。元WIBA世界ライト級王者。ジェシカ・ラコージーとも表記される。

## 来歴
2000年10月21日、デビュー戦をTKOで飾る。
2002年2月17日、レイラ・マッカーターと対戦し、大差判定で勝利。
2003年1月17日、ジェニファー・アルコーンとIWBF世界ライト級王座を争うが、微妙な判定で王座獲得に失敗。これが初黒星となる。
2004年2月19日、リサ・ルイスとIBA女子世界同級王座を争い、判定で初の世界王座を獲得。
4月15日、ノンタイトルでベテランのミア・セント・ジョンと対戦。大差判定で勝利。翌年2月10日の再戦では2RTKOで返り討ちにした。
4月1日、ベリンダ・ララキュエントとタイトルマッチを行い、判定でIBA王座防衛とともにNABA王座を獲得。
7月21日、ジェーン・カウチとWBC女子初代ライト級王座を争い、6RTKOで倒しWBC王座を獲得するとともにIBA2度目の防衛。
9月16日、エリザ・オルソンと防衛戦を行うが、判定により王座陥落。
2006年4月12日、エンジェル・マクナマラを5RTKOで倒し、WIBAインターナショナル王座獲得。
2007年2月22日、ケリー・コファーとWBC王座を争い、5R負傷判定で王座返り咲きを果たした。
9月27日、WBC返り咲きを目指すアン・サクラートにKO負けを喫し再び王座陥落。
2008年2月29日、ララキュエントとNABF王座を争い判定で王座獲得。
2009年4月23日、ララキュエントとノンタイトルながら無効試合を含め4度目の対戦。勝利。
7月16日、Jessica Mohsを3回TKOで降し、この試合を最後にボクサー引退、総合格闘技転向。
2009年10月8日、ミシェル・オールド相手に総合デビューもTKO負け。
2010年に入っても総合では連敗の後、1無効試合と奮わず。
2010年4月15日、Bellator 14でフェリス・ヘリッグと対戦し、1-2で判定負け。
2012年、ボクシング復帰を決意。5月4日、Brittany CruzにTKO勝利して復帰戦を飾る。
9月17日、総合ルールでクリステン・ギャッツと対戦。パンチでKOを決め、総合初勝利。
2013年1月24日、アダ・ベレスとWIBA世界ライト級王座を争い判定で王座獲得。

### UFC
2013年11月30日、UFCデビュー戦となったThe Ultimate Fighter 18 Finaleの女子バンタム級トーナメント決勝でジュリアナ・ペーニャと対戦し、マウントパンチで1RTKO負け。
2015年4月25日、カナダで開催されたUFC 186でヴァレリー・レターノーと対戦し、0-3の判定負け。2連敗となりUFCからリリースされた。

## 戦績
| 総合格闘技 戦績 | 総合格闘技 戦績 | 総合格闘技 戦績 | 総合格闘技 戦績 | 総合格闘技 戦績 | 総合格闘技 戦績 | 総合格闘技 戦績 |
| --------------- | --------------- | --------------- | --------------- | --------------- | --------------- | --------------- |
| 7 試合          | (T)KO           | 一本            | 判定            | その他          | 引き分け        | 無効試合        |
| 1 勝            | 1               | 0               | 0               | 0               | 0               | 1               |
| 5 敗            | 2               | 1               | 2               | 0               | 0               | 1               |

| 勝敗 | 対戦相手               | 試合結果                      | 大会名                                                             | 開催年月日     |
| ×    | ヴァレリー・レターノー | 5分3R終了 判定0-3             | UFC 186: Johnson vs. Horiguchi                                     | 2015年4月25日  |
| ×    | ジュリアナ・ペーニャ   | 1R 4:59 TKO（マウントパンチ） | The Ultimate Fighter 18 Finale 【女子バンタム級トーナメント 決勝】 | 2013年11月30日 |
| ○    | クリステン・ギャッツ   | 1R 2:19 KO（パンチ）          | TPF 14: Validation                                                 | 2012年9月7日   |
| －   | ジェニファー・スコット | 5分2R終了 ノーコンテスト      | Millennium Events: MMA Xplosion                                    | 2010年10月9日  |
| ×    | フェリス・ヘリッグ     | 5分3R終了 判定1-2             | Bellator 14                                                        | 2010年4月15日  |
| ×    | ゾイラ・フラウスト     | 2R 1:17 腕ひしぎ十字固め      | TPF 3: Champions Collide                                           | 2010年2月4日   |
| ×    | ミシェル・オールド     | 2R 1:40 TKO（パンチ）         | Tachi Palace Fights 1                                              | 2009年10月8日  |

## 獲得タイトル
- IBA世界女子ライト級王座
- WIBAインターナショナルライト級王座
- WBC女子世界ライト級王座
- NABA女子ライト級王座
- NABF女子ライト級王座
- WIBA世界ライト級王座